# Bulbophyllum malleolabrum
Bulbophyllum malleolabrum là một loài phong lan thuộc chi Bulbophyllum.